# 塔西巴
塔西巴是巴西圣保罗州的一个市镇。总面积608.31平方公里，总人口5569人，人口密度9.2人/平方公里。